# Chipperfield
Chipperfield est une paroisse civile et un village du Hertfordshire, en Angleterre.